# Алексеев, Анатолий Иванович (художник)
Анато́лий Ива́нович Алексе́ев (23 января 1929, Родина, Сибирский край — 3 марта 2019, Иркутск) — советский и российский живописец, педагог.
Академик АХ СССР (1988; член-корреспондент 1983). Народный художник РСФСР (1981). Член КПСС с 1968 года.

## Биография
Родился 23 января 1929 года в деревне Родина (ныне — Алтайского края).
В 1946—1950 гг. обучался в Иркутском художественном училище у А. П. Крылова.
В 1950—1956 гг. в Харьковском государственном художественном институте на живописном отделении у С. Ф. Беседина, А. П. Любимского, И. И. Карася.
В 1956—1965 гг. и в 1976—1980 гг. преподавал в Иркутском училище искусств. Среди его учеников — Ю. Суракевич, С. Якобчук, Л. Гимов.
В 1964—1975 гг. и в 1986—1987 гг. — председатель правления Иркутской организации Союза художников СССР и РСФСР, секретарь Правления Союза художников СССР и РСФСР, председатель зонального выставкома.
Картины художника хранятся в во многих государственных и частных коллекциях России, США, Италии, Франции.
Жил и работал в Иркутске.
Скончался 3 марта 2019 года в Иркутске на 91-м году жизни.

## Творчество
Наиболее известные полотна:
- «Легендарная хроника» (1967),
- «Девушка из Гоби» (1973),
- «Строители-скалолазы Саянской ГЭС» (1974),
- «Посвящение А. Одоевскому» (1974),
- «Портрет фотокорреспондента ТАСС М. М. Минеева» (1976),
- «Угрюм-река» (1978),
- триптих «Ежегодно 9 мая в парке культуры» (1979),
- «Портрет писателя В. Г. Распутина с матерью Ниной Ивановной и дочерью Машей» (1979),
- диптих «Родители» (1985)

## Выставки
Анатолий Алексеев участник следующих выставок:
- межобластных и областных — с 1956 г.
- зональных — 1964, 1967, 1969, 1974, 1980, 1985 гг.
- республиканских (Москва) — с 1959 г.
- всесоюзных (Москва) — с 1956 г.
- зарубежных (ГДР, Цвиккау, Пллауэн, Карл-Маркс-Штадт) — 1978—1979; (Венгрия, Ниредьхаза-Шошто) — 1972 г.; (МНР, Улан-Батор, Сухэ-Батор) — 1973 г.; (Афганистан, Кабул) — 1984 г.; (Италия, Рим) — 1978 г.; (Чехословакия, Прага) — 1985 г.
- персональных (Иркутск, Ангарск) — 1973 г.; (Иркутск) — 1980 г.

## Награды
Представлен к наградам:
- Народный художник РСФСР (1981)
- Заслуженный художник РСФСР (1975)
- Орден Почёта (2000)[6].
- Орден Октябрьской Революции (1988)
- Орден Трудового Красного Знамени (1971)
- Орден Знак Почёта
- Премия Совета министров РСФСР (1980)